# 松平可寛
松平 可寛（まつだいら よしひろ、1808年 - 1855年）は、武蔵国川越藩2代藩主松平直恒の子。
幼名は鍵吉。
子は慧鏡院・恵姫・幸子（松平直克正室、松平直侯養女）。